# Fnurra på trå'n
Fnurra på trå'n (engelska: If a Man Answers) är en amerikansk romantisk komedifilm från 1962 i regi av Harry Levin. I huvudrollerna ses Bobby Darin och Sandra Dee.

## Rollista i urval
- Sandra Dee - Chantal "Chouchou/Charlotte/Charlie" Stacy
- Bobby Darin - Eugene "Gene" Wright
- Micheline Presle - Germaine Stacy
- John Lund - John Stacy
- Cesar Romero - Robert Swan/Adam Wright
- Stefanie Powers - Tina
- Christopher Knight - Richard
- Ted Thorpe - floristen
- Roger Bacon - budet
- John Bleifer - Mr. Riordan
- Pamela Searle - modell
- Warrene Ott - Rita
- Dani Lynn - Bunny